# Sainte-Perpétue (L'Islet)
Pour les articles homonymes, voir Sainte-Perpétue.
Sainte-Perpétue est une municipalité du Québec, située dans la région administrative de Chaudière-Appalaches et la municipalité régionale de comté de L'Islet. Elle est nommée en l'honneur de la martyre africaine sainte Perpétue.

## Description
La municipalité d'un peu moins de 2 000 habitants est située à 34 km au sud de Saint-Jean-Port-Joli, sur la route 204 qui se rend à Saint-Pamphile. Fondé en 1869 par Narcisse Pelletier, le village possède une industrie forestière et acéricole. Il est aussi reconnu pour les attraits de son église.

## Histoire
Administrativement, la première intervention officielle relative au territoire de Sainte-Perpétue, dans la région de L’Islet, remonte à 1862, avec la création de la municipalité des Chemins-Elgin-et-Taché. Le chemin Elgin, ainsi dénommé en l’honneur de James Bruce, 8e comte d’Elgin, gouverneur du Canada-Uni (1841-1854), a été tracé en 1852 par l’arpenteur Charles-François Fournier sur les lignes de division des cantons d’Ashford, de LaFontaine et de Dionne, au Nord-Est, et de Fournier, de Garneau et de Casgrain, au Sud-Ouest.

Quant à Taché, c’est au promoteur même du projet du chemin Taché, Étienne-Paschal Taché (1795-1865), médecin et homme politique que l’on a voulu rendre hommage ; on prévoyait, grâce à cette voie de communication, relier le comté de Dorchester à celui de Gaspé, soit une distance de quelque 335 km à travers 22 cantons. Par la suite, vers 1868, la paroisse de Sainte-Perpétue, qui allait donner son nom à la municipalité de Sainte-Perpétue, issue de la division et deux municipalités distinctes (Saint-Pamphile et Sainte-Perpétue) de la municipalité des Chemins-Elgin-et-Taché, survenue en 1888, était fondée. Elle fera l’objet d’une érection canonique en paroisse en 1918. Étant donné que Sainte-Perpétue est voisine, dans sa partie sud, de Sainte-Félicité, le nom de cette sainte a été retenu puisqu’elle avait subi le martyre en compagnie de sainte Félicité en 203 de notre ère.

### Chronologie
- 21 janvier 1888 : Érection de la municipalité de Sainte-Perpétue.

## Géographie
Le territoire de la municipalité fait partie du bassin versant de l'estuaire moyen du Saint-Laurent au nord et du bassin du fleuve Saint-Jean au sud.
Les huit rivières qui coulent dans la municipalité y on leur crénon dont deux coulent vers le fleuve Saint-Laurent :
- du lac Fournier, la Grande Rivière coule vers le nord dans le nord-ouest de la municipalité,
- à partir de son crénon dans le nord-est de la municipalité, la rivière du Rat Musqué coule vers le nord,

Et six coule vers la baie de Fundy :
- à partir de son crénon la rivière Saint-Roch Ouest coule vers le sud-est jusqu'à sa confluence avec la rivière Saint-Roch Nord qui coule dans la même direction de sa source jusqu'à sa confluence avec la rivière Saint-Roch à la limite sud-est de la municipalité,
- à partir de son crénon, situé à la limite sud-est de la municipalité, la rivière du Rochu coule vers le sud-est,
- le crénon de la rivière des Gagnon, qui conflue avec la rivière Rochu, est situé au sud du village,
- du lac Clair, rivière Grand Calder coule vers le sud-est à l'ouest de la municipalité,

Le lac Sainte-Anne, source de la rivière Sainte-Anne affluent de la Grande Rivière , se situe au nord-est de la municipalité.
Sur le territoire de la municipalité se trouve la forêt ancienne de la Rivière-du-Rochu.

## Démographie
| 1996  | 2001  | 2006  | 2011  | 2016  | 2021  |
| ----- | ----- | ----- | ----- | ----- | ----- |
| 2 028 | 1 990 | 1 895 | 1 774 | 1 639 | 1 715 |

## Administration
Les élections municipales se font en bloc pour le maire et les six conseillers.
| Sainte-Perpétue Maires depuis 2001                                                                                   |                        |         |          |
| Élection | Maire                  | Qualité | Résultat |
| 2001 | Maurice Pelletier      |         | Voir     |
| 2005 | Céline Avoine Cloutier |         | Voir     |
| 2009 | Céline Avoine Cloutier | Voir    |          |
| 2013 | Céline Avoine Cloutier | Voir    |          |
| 2017 | Céline Avoine Cloutier | Voir    |          |
| 2021 | Claude Daigle          |         | Voir     |
| Élection partielle en italique Depuis 2005, les élections sont simultanées dans toutes les municipalités québécoises |                        |         |          |